# Українсько-єгипетські відносини
Українсько-єгипетські відносини почались задовго до проголошення незалежності України. Державну незалежність України Арабська Республіка Єгипет офіційно визнала наприкінці грудня 1991 відповідною заявою Уряду АРЄ. Дипломатичні відносини між країнами встановлені 25 січня 1992.
Дипломатичне представництво АРЄ в Україні було започатковане у травні 1993. В Каїрі i Києві діють посольства України та Єгипту.
Незважаючи на географічну віддаленість України і Єгипту, існують спільні моменти в історії і сучасності двох народів. До нашого часу дійшли відомості, що серед місцевих правителів-мамлюків у XVI-XVII століттях були вихідці з України. Згодом, майже триста років тому, цими краями подорожував відомий український мандрівник Василь Григорович-Барський. Своїми близькосхідними спостереженнями він заклав основи вітчизняного сходознавства. Сучасна українська орієнталістика була започаткована відомим сходознавцем Агатангелом Кримським – дослідником Корану, ісламу, перекладачем давніх арабських і турецьких текстів, який два роки провів на Близькому Сході. На початку ХХ сторіччя в Александрії і Хелуані лікувалася і написала збірку поезій „Весна в Єгипті” видатна українська поетеса Леся Українка.
У 1960-1970-ті українські інженери зробили важливий внесок у розбудову єгипетської економіки, чимало єгипетських студентів закінчили українські вищі навчальні заклади. Спільні моменти в історії українсько-єгипетського спілкування сприяють кращому розумінню між нашими народами і подальшій розбудові двосторонніх відносин.
На сьогодні між нашими державами діє 35 документів міжурядового та міжвідомчого рівня. Засади українсько-єгипетської співпраці визначають укладені у 1992. Спільне комюніке про встановлення дипломатичних відносин та Угода про основи взаємовідносин і співробітництво. Зараз правова база України і Єгипту є однією з найбільших серед інших арабських країн-партнерів нашої держави. Ведеться постійна робота по її розширенню.
Здійснюється обмін делегаціями різного рівня, відбуваються засідання Спільної міжурядової двосторонньої Українсько-Єгипетської Комісії з економічного та науково-технічного співробітництва (останнє засідання проходило в Каїрі у листопаді 2010 р.). В рамках Організації Об'єднаних Націй наші країни взаємодіють з широкого кола питань. В України та Єгипту немає принципових розбіжностей у ставленні до актуальних питань міжнародного та регіонального порядку денного. Натомість, існує прагнення сприяти їх вирішенню мирним шляхом, у рамках діючого міжнародного права.

## Торговельно-економічне співробітництво
У нафтогазовій галузі відбувається успішна реалізація НАК «Нафтогаз України» концесійної угоди з буріння та експлуатації свердловин. Єгипет є країною, в якій Україна здійснює один з найбільших інвестиційних проектів за кордоном. Загальна сума прямих українських інвестицій в економіку Єгипту сягає більше 240 млн дол. США.
Також успішно розвивається українсько-єгипетське науково-технічне співробітництво. У квітні 2007 р. здійснено запуск першого єгипетського штучного супутника «EgyptSat-1» українським ракетним носієм «Дніпро». Через рік, у ході візиту до Каїру Президента України, було відкрито станцію управління супутником, підписано угоду про співробітництво у галузі мирного використання космосу. В навчальних закладах України навчаються єгипетські фахівці, які задіяні у космічній програмі АРЄ.
У сфері культури і освіти протягом останніх років здійснено успішні візити в Україну делегацій єгипетських спеціалістів, дітей та молоді.

## Політичні відносини
21-23 грудня 1992 р. — офіційний візит Президента України Л.Кравчука до АРЄ. Переговори з Президентом Єгипту Х.Мубараком. Підписано спільне Комюніке, Угоду про основи взаємовідносин і співробітництво між Україною та Арабською Республікою Єгипет, низку інших двосторонніх документів.
28-30 березня 1997 р. — офіційний візит Прем’єр-міністра України П.Лазаренка до АРЄ.
12 листопада 2004 р. — візит Міністра закордонних справ К.Грищенка для участі у церемонії прощання з Головою ПНА Я.Арафатом.
20-21 грудня 2005 р. — офіційний візит Міністра закордонних справ України Б.Тарасюка до АРЄ.
9-10 квітня 2008 р. — офіційний візит Президента України В.Ющенка до АРЄ, у ході візиту проведено зустрічі з Президентом Єгипту Х.Мубараком, Прем'єр-міністром А.Назіфом, Головою Народних зборів А.Суруром. 
6-7 грудня 2010 р. — офіційний візит Міністра закордонних справ АРЄ А.Абуль-Гейта в Україну.

## Українці у Єгипті
Станом на 1 січня 2014 р., на консульському обліку ПУ в АРЄ знаходиться 156 громадян України. Загалом, в Єгипті, за приблизними підрахунками, може перебувати до 6 тисяч українців. Громадяни України в Єгипті залучалися Посольством  до участі у виборах до Верховної Ради України у жовтні 2012 року, святкування видатних подій в історії України.

## Культурно-гуманітарне співробітництво між Україною та Єгиптом
Співробітництво між Україною та Єгиптом у культурно-гуманітарній сфері здійснюється на основі Угоди між Урядом України і Урядом АРЄ про культурне і науково-технічне співробітництво (22.12.1992 р.), Договір про співпрацю між Приазовським державним технічним університетом (м. Маріуполь) і Таббінським металургійним інститутом (м. Хелван) та інших угод та протоколів у сфері інформації, освіти, туризму тощо.
Українські артисти впродовж багатьох років успішно працюють у Національній Каїрській опері.
У грудні 2013 року, під час 8-ї Сесії Міжурядового комітету ЮНЕСКО, Арабська Республіка Єгипет підтримала включення номінації «Петриківський розпис - українське декоративно-орнаментальне малярство ХІХ-ХХІ ст.»  до Репрезентативного списку нематеріальної спадщини людства.